# Amphoe Dong Charoen
Amphoe Dong Charoen (Thai: อำเภอ ดงเจริญ) ist ein Landkreis (Amphoe – Verwaltungs-Distrikt) im Südosten der Provinz Phichit. Die Provinz Phichit liegt im südlichen Teil der Nordregion von Thailand.

## Geographie
Benachbarte Landkreise (von Westen im Uhrzeigersinn): die Amphoe Bang Mun Nak und Thap Khlo der Provinz Phichit, Chon Daen der Provinz Phetchabun und Nong Bua der Provinz Nakhon Sawan.

## Geschichte
Mae On wurde am 15. Juli 1996 zunächst als „Zweigkreis“ (King Amphoe) eingerichtet, indem fünf Tambon von Bang Mun Nak abgespalten wurden.
Am 15. Mai 2007 hat die thailändische Regierung beschlossen, alle 81 Unterbezirke in den „normalen“ Amphoe-Status zu erheben, um die Verwaltung zu vereinfachen.
Mit der Veröffentlichung in der Royal Gazette vom 24. August 2007 trat dieser Beschluss offiziell in Kraft.

## Verwaltung

### Provinzverwaltung
Der Landkreis Dong Charoen ist in fünf Tambon („Unterbezirke“ oder „Gemeinden“) eingeteilt, die sich weiter in 55 Muban („Dörfer“) unterteilen.
| Nr. | Name            | Thai      | Muban | Einw. |
| --- | --------------- | --------- | ----- | ----- |
| 01. | Wang Ngio Tai   | วังงิ้วใต้    | 10    | 3.450 |
| 02. | Wang Ngio       | วังงิ้ว      | 11    | 3.897 |
| 03. | Huai Ruam       | ห้วยร่วม    | 12    | 3.250 |
| 04. | Huai Phuk       | ห้วยพุก     | 11    | 3.928 |
| 05. | Samnak Khun Nen | สำนักขุนเณร | 11    | 5.707 |

### Lokalverwaltung
Es gibt zwei Kommunen mit „Kleinstadt“-Status (Thesaban Tambon) im Landkreis:
- Wang Bong (Thai: เทศบาลตำบลวังบงค์) bestehend aus Teilen des Tambon Samnak Khun Nen.
- Samnak Khun Nen (Thai: เทศบาลตำบลสำนักขุนเณร) bestehend aus Teilen des Tambon Samnak Khun Nen.

Außerdem gibt es vier „Tambon-Verwaltungsorganisationen“ (องค์การบริหารส่วนตำบล – Tambon Administrative Organizations, TAO)
- Wang Ngio Tai (Thai: องค์การบริหารส่วนตำบลวังงิ้วใต้) bestehend aus dem kompletten Tambon Wang Ngio Tai.
- Wang Ngio (Thai: องค์การบริหารส่วนตำบลวังงิ้ว) bestehend aus dem kompletten Tambon Wang Ngio.
- Huai Ruam (Thai: องค์การบริหารส่วนตำบลห้วยร่วม) bestehend aus dem kompletten Tambon Huai Ruam.
- Huai Phuk (Thai: องค์การบริหารส่วนตำบลห้วยพุก) bestehend aus dem kompletten Tambon Huai Phuk.